# Uwe Peschel
Uwe Peschel, född den 4 november 1968 i Berlin, Tyskland, är en tysk tävlingscyklist som tog OS-guld i lagtempoloppet vid olympiska sommarspelen 1992 i Barcelona. 